# 弗拉基米尔·扎通斯基
弗拉基米尔·彼得罗维奇·扎通斯基（俄语：Владимир Петрович Затонский；1888年7月27日（8月8日）—1938年7月29日），蘇維埃烏克蘭政治家，曾担任乌克兰中央执行委员会主席。

## 生平
1888年，出生。1905年，加入孟什维克。1917年，加入布尔什维克。11月，任基辅委员会主席。1918年，任乌克兰中央军事革命委员会委员、加利西亚革命委员会主席。1922年，任乌克兰教育人民委员会委员。
1925年，任乌共中央委员会书记。1927年，任乌共中央委员会主席。1934年，任中央候补委员。1938年，被捕枪决。1956年，平反。